# Schloss Helmet

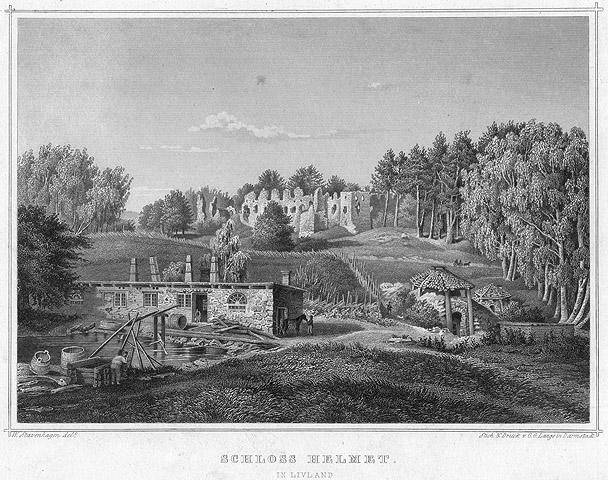
Burgruine um 1866
Wilhelm Siegfried Stavenhagen

Schloss Helme oder Schloss Helmet war ein Rittergut in der Gemeinde Helme im Kreis Viljandi in Estland. Das Herrenhaus gehört zur Gemeinde Tõrva im Kreis Valga.

## Geschichte
Die große aus Feldsteinen gemauerte Burganlage in Helme wurde von dem Herrmeister (Ordensmeister, lateinisch dominus magister) Juries (Jürgen) von Aichstädt (oder Georg von Eichstätt) in Auftrag gegeben, der dem Deutschen Orden angehörte und sie als Ordensburg errichten ließ. Im Jahr 1472 wurde hier Johann Wolthus von Herse, der damalige Landmeister in Livland, gefangen genommen, der beschuldigt wurde, sich mit den Russen verbündet zu haben. Im Jahr 1502 wurde die Burg von den russischen Truppen des Woiwoden Alexander Obolenski belagert, der hier gefallen ist. Im Jahr 1562 war das Gebiet unter polnischer Herrschaft und die Anlage wurde von König Sigismund für 125000 Thaler an den Herzog Johann von Finnland verpfändet, der es unter die Verwaltung des Grafen Arce stellte. Als der schwedische König Erik XIV. seinen Halbbruder Johann gefangen genommen hatte, wandte sich der Graf an der russischen Statthalter in Dorpat und bot diesem an Helmet abzutreten, wenn dieser dafür die übrigen Besitztümer Johanns beschützen würde. Als die Russen vor den Toren der Burg erschienen, wurde der Graf von einigen Untergebenen des Verrats bezichtigt, und nach Riga überstellt, wo ihn der Statthalter Gotthard Kettler grausam hinrichten ließ. Im Jahr 1573 war der polnische Hauptmann Jürgen von Wulfsdorf Verwalter der Burg. 1575 kam sie kurzzeitig in den Besitz des Herzogs Magnus, der sich aber bald aus dem Gebiet zurückzog. In den 1620er Jahren wurde Südestland von den Schweden besetzt. Polnische Truppen belagerten die Burg im Jahr 1658, wobei sie in kürzeren Abständen erobert und zurückerobert wurde. Zuletzt wurde sie von den Schweden wieder eingenommen und die gesamte Burganlage zerstört.
Die Festung hatte eine Abmessung von etwa 116 × 70 Metern und befand sich auf einer Erhebung eines kleinen Vorgebirges des Sakala-Hochlands, das von zwei Wassergräben durchzogen ist. An der Südseite der Anlage war ein Torbau, von dem aus eine Steinbrücke zur Hauptfestung führte. Die Mauern der Festung Mauer verliefen am Rand des Plateaus. Innerhalb befanden sich unregelmäßig angeordnete Gebäude. Der quadratische Burgturm an der Westseite wurde vermutlich als erstes errichtet. Die beiden turmartigen Vorsprünge an der Ostseite kamen in der zweiten Hälfte des 14. Jahrhunderts hinzu.

## Das Herrenhaus

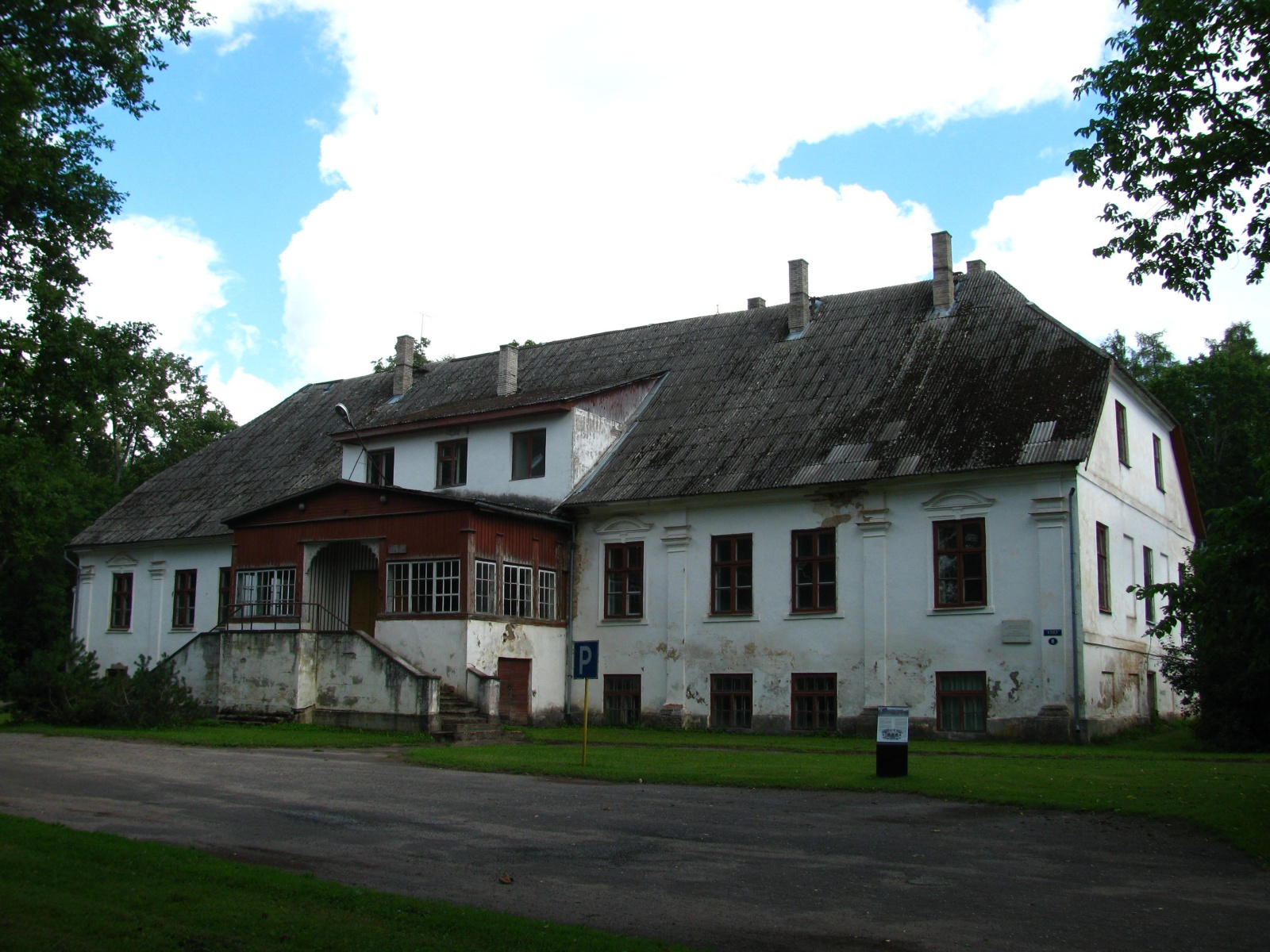
Das Herrenhaus Helme

Das Herrenhaus Helme[t] wurde einige hundert Meter östlich auf einer flacheren Stelle errichtet. Zu den späteren Besitzern zählten die Adelsfamilien de la Gardie, von Rennenkampff und von Stryk. Der schwedische General Pontus De la Gardie war der erste Eigentümer des Herrenhauses. Nach dem Nordischen Krieg war das Gut lange Zeit im Besitz der Edlen von Rennenkampff, die das große Hauptgebäude errichten ließen. In den Jahren 1866 bis 1892 gehörte es der Familie von Transehede und von 1892 bis 1919 der Familie von Stryk. Der letzte Besitzer des Rittergutes war Harald von Stryk. Das in den 1770er Jahren errichtete Hauptgebäude im frühklassizistischen Stil ist noch erhalten. Dort befand sich später eine Landwirtschaftsschule. Von der Ordensburg sind nur noch Ruinen zu sehen. Das erste jemals für Friedrich Schiller errichtete Denkmal (1805, zerstört), soll sich im Schlosspark Helme befunden haben.

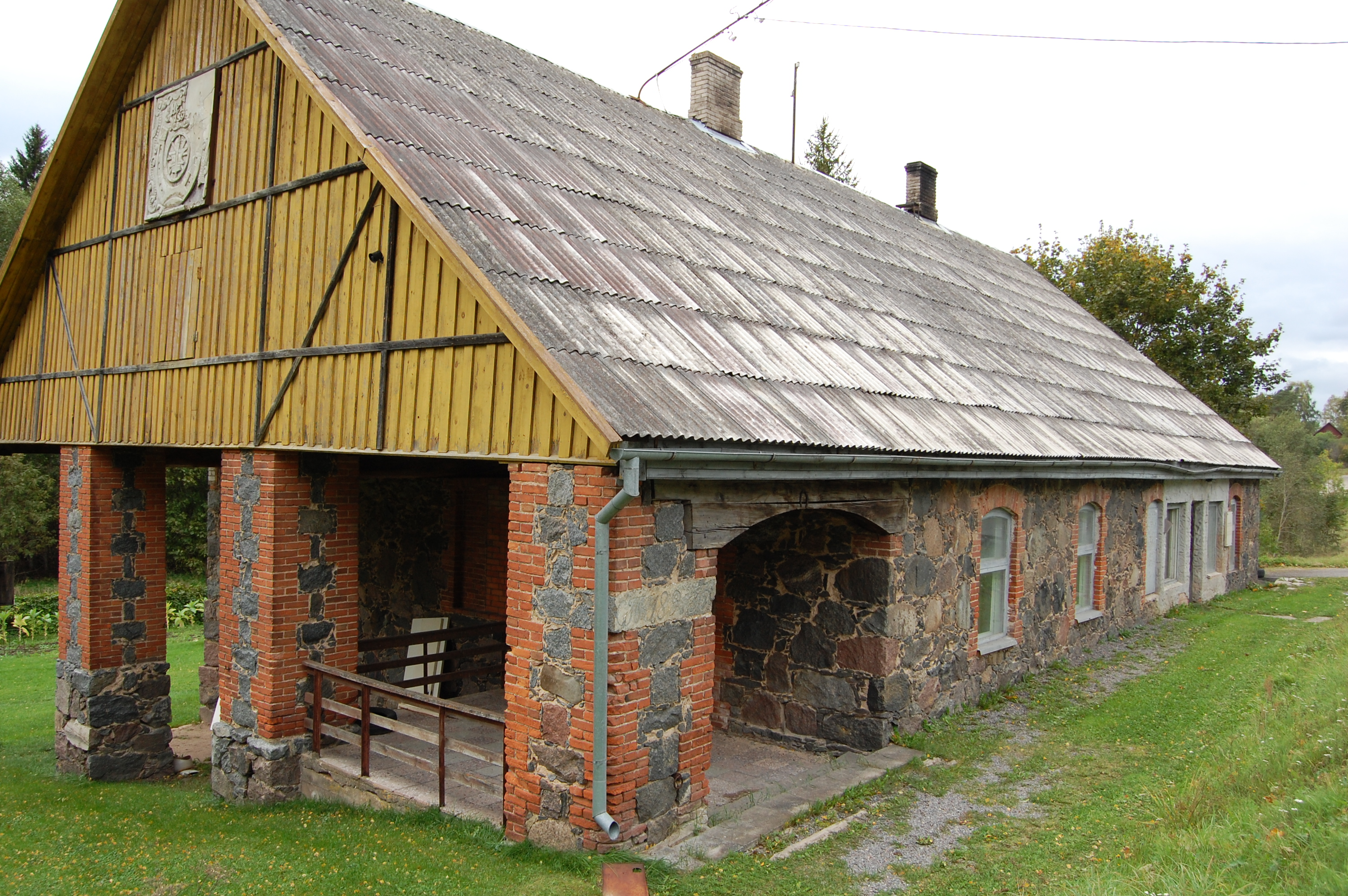
Gutsschmiede Helme

Von den Nebengebäuden sind die Wassermühle und die Schmiede des Guts Helme erhalten geblieben. Die historische Erzschmiede ist ein einstöckiges Gebäude mit Satteldach. Sie ist seit dem 27. September 1999 als Kulturdenkmal eingetragen.